# Абхазская
Абхазская — упразднённый населённый пункт, бывшая станица в Краснодарском крае. Находилась на территории современного муниципального образования город Горячий Ключ, в предгорной лесной зоне, в верхнем течении реки Марта.

## История
Была основана в 1864 году, входила в Майкопский отдел Кубанской области.
Сселена в станицу Имеретинскую в 1975 году, 29 декабря 1976 года исключена из учётных данных административно-территориального деления.
Окончательно покинута населением в 1984 году. Снята с учёта 31 декабря 1988
.